# Chicioara
Chicioara – wieś w Rumunii, w okręgu Gorj, w gminie Țânțăreni. W 2011 roku liczyła 265 mieszkańców.